# Itzchak Belfer
Itzchak Belfer (hebräisch יצחק בלפר; * Februar 1923 in Warschau; † 22. Januar 2021 in Tel Aviv) war ein aus Polen stammender jüdischer israelischer Bildhauer und Maler. Er war „The Last Korczak Boy“.

## Leben und Werk
Itzchak Belfer war das dritte von sechs Kindern eines frommen jüdischen Warschauer Kleinhändlers. Dieser starb, als Itzchak erst vier Jahre alt war. Die Mutter zog daraufhin mit den Kindern zu den Großeltern, wo sie unter äußerst beengten und ärmlichen Verhältnissen lebten. Der Großvater war Almosensammler in einer Synagoge.
Seine erste schulische Bildung erhielt Itzchak, wie üblich, im Cheder. Seine Mutter gab Itzchak 1930 in das Warschauer Heim für jüdische Waisenkinder Dom Sierot in die Fürsorge von Janusz Korczak und dessen Assistentin Stefania Wilczyńska. Belfer erinnerte sich später: „Das Waisenhaus nannten wir ‚Zuhause‘, weil wir es dort so gut hatten.“ Itzchak entdeckte seine Leidenschaft für die Bildende Kunst. Er erhielt Malutensilien und konnte ohne Aufsicht malen und zeichnen, was ihm in den Sinn kam. Mit dem Erreichen des fünfzehnten Lebensjahrs musste er 1938 das Heim verlassen. Er ging in seine Familie zurück und arbeitete ein Jahr lang als freiwilliger Helfer im Waisenheim.
Nachdem die deutsche Wehrmacht 1939 Warschau besetzt hatte, beschloss Belfer mit einem Kameraden, in die Sowjetunion zu fliehen und gegen die Faschisten zu kämpfen. Er bat Korczak um seinen Segen und erhielt von diesem auch ein wenig Taschengeld. Belfer gelang 1940 mit seinem Freund die Flucht, und er arbeitete erst einmal in einer Kohlegrube im Ural. Anfang 1941 ging er nach Taschkent, wo er von der Roten Armee für die Kavallerie rekrutiert wurde. Nachdem seine Einheit aufgelöst worden war, arbeitete er in einer Fabrik.
1946 kehrte er in das zerstörte Warschau zurück. Seine Familie hatten die Deutschen ausgelöscht. Im früheren Waisenhaus war nun ein christliches Internat. Dort erfuhr Belfer, dass Korczak mit den Kindern des Heims im KZ Treblinka ermordet wurde.
Belfer ging in die Tschechoslowakei, dann nach Österreich und kam, u. a. über provisorische Lager und größeren Sammelplätze für Displaced Persons, schließlich nach Genua. Dort traf er ein Mitglied der Jewish Agency, das die Juden aufrief, Alija nach Eretz Israel zu machen. Itzchak schloss sich einer Gruppe von Flüchtlingen an, die 1947 an Bord des Schiffes Af-Al-Pi-Chen gingen, um ins damalige britische Mandatsgebiet Palästina zu gelangen. Das Schiff wurde jedoch von der britischen Marine vor der Küste abgefangen, und die Insassen kamen 1947 in ein Internierungslager in Britisch-Zypern. Dort erlernte Belfer mit Hilfe des bedeutenden Bildhauers Zeev Ben-Zvi (1904–1952) Bildhauerei, und er konnte selbst künstlerisch arbeiten. Nach der Gründung des Staats Israel wanderte er 1948 dorthin aus. Seinen Wohnsitz hatte er seitdem in Tel Aviv. Anfangs lebte er, wie viele jüdische Einwanderer, unter einfachsten Bedingungen in einem Zelt im Viertel Machlul. Er wurde zu den Israelischen Verteidigungskräften einberufen, diente dort zwei Jahre und beteiligte sich am Unabhängigkeitskrieg.
Belfer studierte dann bis etwa 1955 am Avni-Institut in Tel Aviv Kunst und Bildhauerei. Seitdem arbeitete er in Tel Aviv freischaffend als Bildhauer und Maler. Er widmete sein Leben und sein Werk der Erinnerung an Janusz Korczak und seine Assistentin und den Holocaust. Seine Werke wurden in einer Vielzahl von Ausstellungen in Israel und im Ausland gezeigt. 2008 wurde er mit dem Korczak-Preis der Deutschen Korczak-Gesellschaft geehrt.
Belfer war bis zum Ruhestand mit Sechzig künstlerischer Berater der Stadt Tel Aviv. Dabei initiierte er u. a. Zeichenkurse für die Gemeindearbeiter und ihre Familien. Ab 1976 war er auch in der Universität Tel Aviv in der Lehre tätig, bis 2007 als Dozent für Kunst.
Belfer war ab 1961 mit Rosa Belfer verheiratet, von der er 1962 den Sohn Chaim bekam, der Erzieher wurde. Belfer starb als letzter überlebender Zögling Korczaks, „The Last Korczak Boy“. Das israelische Außenministerium ließ um 2002 einen Film mit diesem Titel drehen, der Belfer im Interview in seinem Atelier zeigt.

## Selbstreflexion
„Mit meinen Bildern, Zeichnungen und Skulpturen versuche ich, den Schmerz, die Trauer und den Verlust zum Ausdruck zu bringen. Ich identifizierte mich vollkommen mit dem Leid der anderen und klammerte mich an den Glauben. Dass die Vernunft ihren Platz in unserem Leben wiederfinden würde, war eine Hoffnung, die mich aufrecht hielt.“

## Von Belfer geschriebene Bücher (deutschsprachige Ausgaben)
- Janusz Korczak. Kinder achten und lieben. Herder Freiburg, 1998 (mit Illustrationen Belfers; Hrsg. Siegfried Steiger, 2018)
- Ein weißes Haus in einer grauen Stadt. Europäische Janusz Korczak Akademie München, München 2015, ISBN 978-3-89894-664-3 (Leseprobe [PDF] Aus dem Hebräischen von Mirjam Pressler).